# Dzhalindit
Dzhalindit ist ein selten vorkommendes Mineral aus der Mineralklasse der Oxide und Hydroxide. Es kristallisiert im kubischen Kristallsystem mit der chemischen Zusammensetzung In(OH)3 und ist damit chemisch gesehen Indium(III)-hydroxid.
Dzhalindit ist durchscheinend und findet sich meist in Form massiger Mineral-Aggregate von gelbbrauner Farbe oder bildet Pseudomorphosen nach Indit.

## Etymologie und Geschichte
Dzhalindit wurde erstmals zusammen mit Indit in Mineralproben aus der Zinn-Lagerstätte „Dzhalinda“ im Maly-Chingan-Gebirge in der russischen Region Chabarowsk entdeckt. Analysiert und erstbeschrieben wurde das Mineral durch Alexander Dmitrijewitsch Genkin (1919–2010) und I. W. Murawjewa (russisch А. Д. Генкин, И. В. Муравьева), die das Mineral nach dessen Typlokalität benannten und ihre Erstbeschreibung 1963 im sowjetischen Fachmagazin Sapiski Wsessojusnogo Mineralogitscheskogo Obschtschestwa (russisch Записки Всесоюзного Минералогического Общества, wiss. Transliteration Zapiski Vsesojuznogo Mineralogičeskogo Obščestva) veröffentlichten. Ein Jahr später wurde Dzhalindit zusammen mit anderen Neuentdeckungen auch im US-amerikanischen Fachmagazin American Mineralogist vorgestellt.
Dzhalindit wurde während der Gründungsphase der International Mineralogical Association (IMA) erstbeschrieben und hat daher noch keine IMA-Nummer, sondern erhielt zusammen mit anderen Mineralen eine nachträgliche Anerkennung von mehr als 60 % der Kommissionsmitglieder für neue Minerale, Nomenklatur und Klassifikation (CNMNC). In einem zusammenfassenden Report wurde die Anerkennung 1967 publiziert. Infolgedessen wird das Mineral unter der Summenanerkennung „1967 s.p.“ (special procedure) geführt. Die seit 2021 ebenfalls von der IMA/CNMNC anerkannte Kurzbezeichnung (auch Mineral-Symbol) von Dzhalindit lautet „Dz“.
Typmaterial des Minerals wird im Bergbau-Museum der Staatlichen Bergbau-Universität Sankt Petersburg (Katalognummer 106a/1) und in dem nach A. J. Fersman benannten Mineralogischen Museum der Russischen Akademie der Wissenschaften in Moskau (Katalognummer 65279) sowie im Kantonalen Geologiemuseum in Lausanne im Schweizer Kanton Waadt (Katalognummer MGL 90203) aufbewahrt.

## Klassifikation
Die strukturelle Klassifikation der International Mineralogical Association (IMA) zählt den Dzhalindit zur Gruppe der nicht stöchiometrischen Einfachperowskite mit unbesetzter A-Position in der Perowskit-Supergruppe. Hier bildet er zusammen mit Söhngeit und Bernalit die Söhngeit-Untergruppe.
Bereits in der veralteten 8. Auflage der Mineralsystematik nach Strunz gehörte der Dzhalindit zur Mineralklasse der „Oxide und Hydroxide“ und dort zur Abteilung „Hydroxide“, wo er gemeinsam mit Söhngeit, Stottit und Wickmanit in der „Söhngeit-Stottit-Gruppe“ mit der Systemnummer IV/F.06 steht.
In der zuletzt 2018 überarbeiteten Lapis-Systematik nach Stefan Weiß, die formal auf der alten Systematik von Karl Hugo Strunz in der 8. Auflage basiert, erhielt das Mineral die System- und Mineralnummer IV/F.15-020. Dies entspricht der neu definierten Abteilung „Hydroxide und oxidische Hydrate (wasserhaltige Oxide mit Schichtstruktur)“, wo Dzhalindit zusammen mit Bernalit und Söhngeit eine unbenannte Gruppe mit der Systemnummer IV/F.15 bildet.
Die von der International Mineralogical Association (IMA) zuletzt 2009 aktualisierte 9. Auflage der Strunz’schen Mineralsystematik ordnet den Dzhalindit in die Abteilung „Hydroxide (ohne V oder U)“ ein. Diese ist weiter unterteilt nach der möglichen Anwesenheit von zusätzlichem Kristallwasser, so dass das Mineral entsprechend seiner Zusammensetzung in der Unterabteilung „Hydroxide mit OH, ohne H2O; eckenverknüpfte Oktaeder“ zu finden ist, wo es zusammen mit Bernalit und Söhngeit die „Söhngeitgruppe“ mit der Systemnummer 4.FC.05 bildet.
In der vorwiegend im englischen Sprachraum gebräuchlichen Systematik der Minerale nach Dana hat Dzhalindit die System- und Mineralnummer 06.03.05.01. Das entspricht ebenfalls der Klasse der „Oxide und Hydroxide“ und dort der Abteilung „Hydroxide und hydroxyhaltige Oxide“. Hier findet er sich innerhalb der Unterabteilung „Hydroxide und hydroxyhaltige Oxide mit (OH)3- oder (OH)6-Gruppen“ in einer unbenannten Gruppe mit der Systemnummer 06.03.05, in der auch Söhngeit und Bernalit eingeordnet sind.

## Chemismus
In der idealen, stoffreinen Zusammensetzung von Dzhalindit (In(OH)3) besteht das Mineral im Verhältnis aus je einem Teil Indium (In) sowie  drei Teilen Sauerstoff (O) und Wasserstoff (H) pro Elementarzelle. Dies entspricht einem Massenanteil (Gewichtsprozent) von 69,23 Gew.-% In, 28,94 Gew.-% O und 1,82 Gew.-% H oder in der Oxidform 83.71 Gew.-% Indium(III)-oxid (In2O3) und 16,29 Gew.-% H2O.
Die Analysen natürlicher Mineralproben anhand des Typmaterials aus der Lagerstätte Dzhalinda in Russland und aus der Mount Pleasant Mine bei St. George (New Brunswick) in Kanada ergaben zusätzliche Fremdbeimengungen von Eisen, Zink und/oder Zinn.

## Kristallstruktur
Dzhalindit kristallisiert isotyp mit Söhngeit im kubischen Kristallsystem in der Raumgruppe Im3 (Raumgruppen-Nr. 204) mit dem Gitterparameter a = 7,95 Å sowie 8 Formeleinheiten pro Elementarzelle.

## Eigenschaften
Dzhalindit ist gut löslich in Salzsäure (HCl) und Schwefelsäure (H2SO4), jedoch nicht in Salpetersäure (HNO3), Eisen(III)-chlorid (FeCl3), Kaliumhydroxid (KOH) und Kaliumcyanid (KCN).

## Bildung und Fundorte
Dzhalindit bildet sich als Sekundärmineral durch Umwandlung aus Indit in der Oxidationszone von Kassiterit-Lagerstätten. Als Begleitminerale können neben Indit und Kassiterit unter anderem noch Arsenopyrit, Calcit, Chalkopyrit, Digenit, Galenit, Quarz, Roquesit, Skorodit, Sphalerit und Stannit auftreten.
Als seltene Mineralbildung konnte Dzhalindit nur an wenigen Fundorten nachgewiesen werden, wobei bisher (Stand 2015) etwas mehr als 10 Fundorte bekannt sind. Neben seiner Typlokalität, der Zinn-Lagerstätte „Dzhalinda“ in der Region Chabarowsk, trat das Mineral in Russland noch in der Zinn-Lagerstätte „Verkhnee“ im Bergbaugebiet Kawalerowo in der Region Primorje im Föderationskreis Ferner Osten sowie in der goldführenden Wolfram-Molybdän-Lagerstätt „Bugdainskoe“ (Bugdaya) in der Region Transbaikalien im Föderationskreis Sibirien zutage.
In Deutschland konnte Dzhalindit bisher nur bei Zinnwald-Georgenfeld (Erzgebirge) im Landkreis Sächsische Schweiz-Osterzgebirge gefunden werden.
Weitere bekannte Fundorte sind die San-Roque-Lagerstätte in der argentinischen Provinz Río Negro, die Mangabeira-Lagerstätte nahe der Gemeinde Monte Alegre de Goiás in Brasilien, Damxung im Autonomen Gebiet Tibet und Gejiu im Autonomen Bezirk Honghe der Hani und Yi in China, das Bergwerk „Jean Baptiste“ bei Agios Konstantinos (Gemeinde Lavrio) in der griechischen Region Attika, die Kawazu-Mine bei Rendaiji in der Präfektur Shizuoka auf der japanischen Insel Honshū, Cínovec (deutsch Zinnwald) im Okres Teplice in Tschechien, die Grube „War Eagle“ in der Nopah Range im Inyo County von Kalifornien und die Flambeau-Mine bei Ladysmith im Rusk County von Wisconsin in den USA sowie in dem zum Tschatkalgebirge gehörenden Arashan-Massiv (Provinz Taschkent) in Usbekistan.